# Pagurixus fasciatus
Pagurixus fasciatus is een tienpotigensoort uit de familie van de Paguridae. De wetenschappelijke naam van de soort is voor het eerst geldig gepubliceerd in 2005 door Komai & Myorin.